# Gargallo (Espanya)
Gargallo és un municipi enquadrat a la comarca d'Andorra-Serra d'Arcs (província de Terol, Aragó). Té una àrea de 29,97 km².